# Torvedag i Odense
|  | Denne artikel er oprettet af botten Steenthbot ud fra en ekstern database. Den kan derfor have sproglige fejl eller mangler. Denne skabelon kan fjernes efter kontrol af indholdet. |

Torvedag i Odense er en dansk dokumentarisk optagelse fra 1906 instrueret af Peter Elfelt.

## Handling
Vue over markedspladsen på Flakhaven. De handlende ses ved boderne. Slagter saver kød op.